# KR Reykjavík (piłka nożna kobiet)
Knattspyrnufélag Reykjavíkur – kobieca sekcja piłki nożnej islandzkiego klubu sportowego KR Reykjavík, mający siedzibę w stolicy kraju, mieście Reykjavík, występujący w latach 1981–2012, 2015–2020 i 2022 w rozgrywkach Besta deild. 

## Historia
Chronologia nazw:
- 1981: Knattspyrnufélag Reykjavíkur

Kobieca drużyna piłkarska Knattspyrnufélag Reykjavíkur została założona w Reykjavíku w 1981 roku jako sekcja klubu sportowego KR Reykjavík. Po tym jak w 1972 roku oficjalnie zostały organizowane mistrzostwa kraju w piłce nożną kobiet, drużyna dopiero w 1981 startowała w rozgrywkach 1. deild, zajmując czwarte miejsce. Następnie klub brał udział w najwyższej serii mistrzostw Islandii w piłce nożnej kobiet przez kolejne edycje do 2012 roku. W 1993 roku po raz pierwszy zdobył tytuł mistrza, następnie znajdując się na podium mistrzostw w latach 1997, 1998, 1999, 2002, 2003. W mistrzostwach 2000 roku drużyna zajęła drugie miejsce, ale tak jak mistrz kraju Breiðablik z powodu braku niezbędnych środków musiał zrezygnować, to wzięła udział w pierwszej edycji Pucharu UEFA Kobiet sezonu 2001/02.
W 2013 zespół wygrał grupę B 1. deild (D2), ale przegrał w półfinale. Już w następnym 2014 ponownie zwyciężył w grupie B, i tym razem pokonał rywali w półfinale i finale, zdobywając awans do Úrvalsdeild. W 2020 sezon nie dokończono z powodu pandemii COVID-19, ale tak jak
na moment przerwania zajmował ostatnią 10.pozycję, to został zdegradowany do 1. deild. W następnym 2021 roku klub został mistrzem pierwszej dywizji i wrócił do Úrvalsdeild. Jednak nie utrzymał się na najwyższym poziomie i po roku spadł z powrotem do 1. deild. Sezon 2023 był bardzo nieudanym dla zespołu, który po zajęciu 9.lokaty po raz pierwszy został zdegradowany do 2. deild (D3).
W 2008 roku zespół osiągnął ostatni raz największy sukces, zdobywając puchar swego kraju, czwarty w swojej historii.

## Barwy klubowe, strój, herb, hymn
|  |  |

Klub ma barwy czarno-białe. Piłkarki domowe spotkania zazwyczaj grają w białych koszulkach z pionowymi czarnymi pasami, czarnych spodenkach oraz czarnych getrach.

## Sukcesy

### Trofea międzynarodowe
| \| \| Zdobyte trofea w rozgrywkach międzynarodowych (stan na: 31-05-2023) \| |                                                                     |      |          |
| Rozgrywki                                                                    | Osiągnięcie                                                         | Razy | Sezon(y) |
| Liga Mistrzyń UEFA                                                           | zdobywca                                                            | 0    |          |
| Liga Mistrzyń UEFA                                                           | finalista                                                           | 0    |          |
| Liga Mistrzyń UEFA                                                           | runda grupowa                                                       | 1    | 2001/02  |
| FIFA                                                                         | Zdobyte trofea w rozgrywkach międzynarodowych (stan na: 31-05-2023) |      |          |

### Trofea krajowe
| \| \| Zdobyte trofea w rozgrywkach Islandii (stan na: 31-12-2023) \| |                                                             |      |                                          |
| Rozgrywki                                                            | Osiągnięcie                                                 | Razy | Sezon(y)                                 |
| Mistrzostwo                                                          | I miejsce                                                   | 6    | 1993, 1997, 1998, 1999, 2002, 2003       |
| Mistrzostwo                                                          | II miejsce                                                  | 6    | 1994, 1996, 2000, 2001, 2007, 2008       |
| Mistrzostwo                                                          | III miejsce                                                 | 5    | 1982, 1988, 1989, 2004, 2006             |
| Puchar                                                               | zdobywca                                                    | 4    | 1999, 2002, 2007, 2008                   |
| Puchar                                                               | finalista                                                   | 7    | 1994, 1995, 1998, 2000, 2005, 2011, 2019 |
| Superpuchar                                                          | zdobywca                                                    | 3    | 1994, 1995, 1997                         |
| Superpuchar                                                          | finalista                                                   | 5    | 1998, 2003, 2004, 2008, 2009             |
| Puchar Ligi                                                          | zdobywca                                                    | 4    | 1999, 2000, 2002, 2008                   |
| Puchar Ligi                                                          | finalista                                                   | 3    | 1997, 2005, 2007                         |
| II liga                                                              | I miejsce                                                   | 2    | 2014, 2021                               |
| II liga                                                              | II miejsce                                                  | 0    |                                          |
| II liga                                                              | III miejsce                                                 | 1    | 2013                                     |
| Islandia                                                             | Zdobyte trofea w rozgrywkach Islandii (stan na: 31-12-2023) |      |                                          |

## Poszczególne sezony

### Rozgrywki międzynarodowe

#### Europejskie puchary
Klub 3 razy uczestniczył w rozgrywkach europejskich.

### Rozgrywki krajowe
| \| Islandia \| Bilans występów klubu w rozgrywkach piłkarskich Islandii (Stan na 31 grudnia 2023 r.) \| \| |                                                                                       |        |       |   |   |   |    |    |     |                             |        |        |      |
| Poziom | Rozgrywki                                                                             | Sezony | Mecze | Z | R | P | B+ | B– | Pkt | Lata                        | Awanse | Spadki | Naj. |
| I | 1. deild / Úrvalsdeild / Besta deild                                                  | 39     |       |   |   |   |    |    |     | 1981–2012, 2015–2020, 2022  | 0      | 3      | 1    |
| II | 2. deild / 1. deild                                                                   | 4      |       |   |   |   |    |    |     | 2013–2014, 2021, 2023       | 2      | 1      | 1    |
| III | 2. deild                                                                              | 1      |       |   |   |   |    |    |     | od 2024                     |        |        |      |
| | Puchar Islandii                                                                       | 43     |       |   |   |   |    |    |     | od 1981                     | 0      | 0      | 1    |
| | Puchar Ligi Islandzkiej                                                               | 28     |       |   |   |   |    |    |     | od 1996                     | 0      | 0      | 1    |
| | Superpuchar Islandii                                                                  | 12     |       |   |   |   |    |    |     | 2006, 2004–2012, 2020, 2022 | 0      | 0      | 1    |
| Islandia                                                                                                   | Bilans występów klubu w rozgrywkach piłkarskich Islandii (Stan na 31 grudnia 2023 r.) |        |       |   |   |   |    |    |     |                             |        |        |      |

## Piłkarki, trenerzy, prezydenci i właściciele klubu

### Piłkarki

#### Aktualny skład zespołu
Stan na 04.07.2022:
| Nr | Poz. | Piłkarz                    |
| -- | ---- | -------------------------- |
| 2  | OB   | Kristín Johnson            |
| 3  | PO   | Susan Phonsongkham         |
| 4  | PO   | Laufey Björnsdóttir        |
| 5  | PO   | Brynja Sævarsdóttir        |
| 6  | OB   | Rebekka Sverrisdóttir      |
| 7  | NA   | Guðmunda Óladóttir         |
| 8  | PO   | Hildur Ágústsdóttir        |
| 9  | PO   | Ólöf Freyja Þorvaldsdóttir |
| 10 | OB   | Inga Ágústsdóttir          |

| Nr | Poz. | Piłkarz                  |
| -- | ---- | ------------------------ |
| 11 | NA   | Marcy Barberic           |
| 14 | OB   | Rut Matthíasdóttir       |
| 17 | OB   | Hildur Kristjánsdóttir   |
| 18 | NA   | Bergdís Einarsdóttir     |
| 20 | PO   | Ásta Kristinsdóttir      |
| 21 | OB   | Tijana Krstić            |
| 23 | BR   | Cornelia Baldi Sundelius |
| 24 | PO   | Ísabella Tryggvadóttir   |
| 30 | OB   | Margaux Chauvet          |

### Trenerzy
...
- 2016–2017:  Edda Garðarsdóttir
- 2017–2019:  Bojana Kristín Besic
- 2019:  Ragna Lóa Stefánsdóttir
- od 2019:  Jóhannes Karl Sigursteinsson

## Struktura klubu

### Stadion
Drużyna rozgrywa swoje mecze domowe w Reykjavíku na stadionie KR-völlur, który może pomieścić 2.781 widzów (1.541 miejsc siedzących).

## Kibice i rywalizacja z innymi klubami

### Derby
- FH
- Fram Reykjavík
- ÍA
- Leiknir
- Þróttur
- Valur
- Víkingur